# Pelham Racquet Club Women's $25K Pro Circuit Challenger 2015
Il Pelham Racquet Club Women's $25K Pro Circuit Challenger 2015 è stato un torneo di tennis facente parte della categoria W25 nell'ambito dell'ITF Women's World Tennis Tour 2015. Il torneo si è giocato a Pelham negli Stati Uniti dal 13 al 19 aprile 2015 su campi in terra rossa e aveva un montepremi di $25,000.

## Vincitrici

### Singolare
Anhelina Kalinina ha battuto in finale  Laura Siegemund col punteggio di 6–3, 7–5.

### Doppio
Il torneo di doppio è stato interrotto e il titolo non è stato assegnato.